# Choin ferrugineux
Schoenus ferrugineus
Espèce
Classification APG III (2009)
Statut de conservation UICN

LC  : Préoccupation mineure
Le Choin ferrugineux (Schoenus ferrugineus) est une espèce de plantes vivaces de la famille des Cyperaceae et du genre Schoenus.

## Description

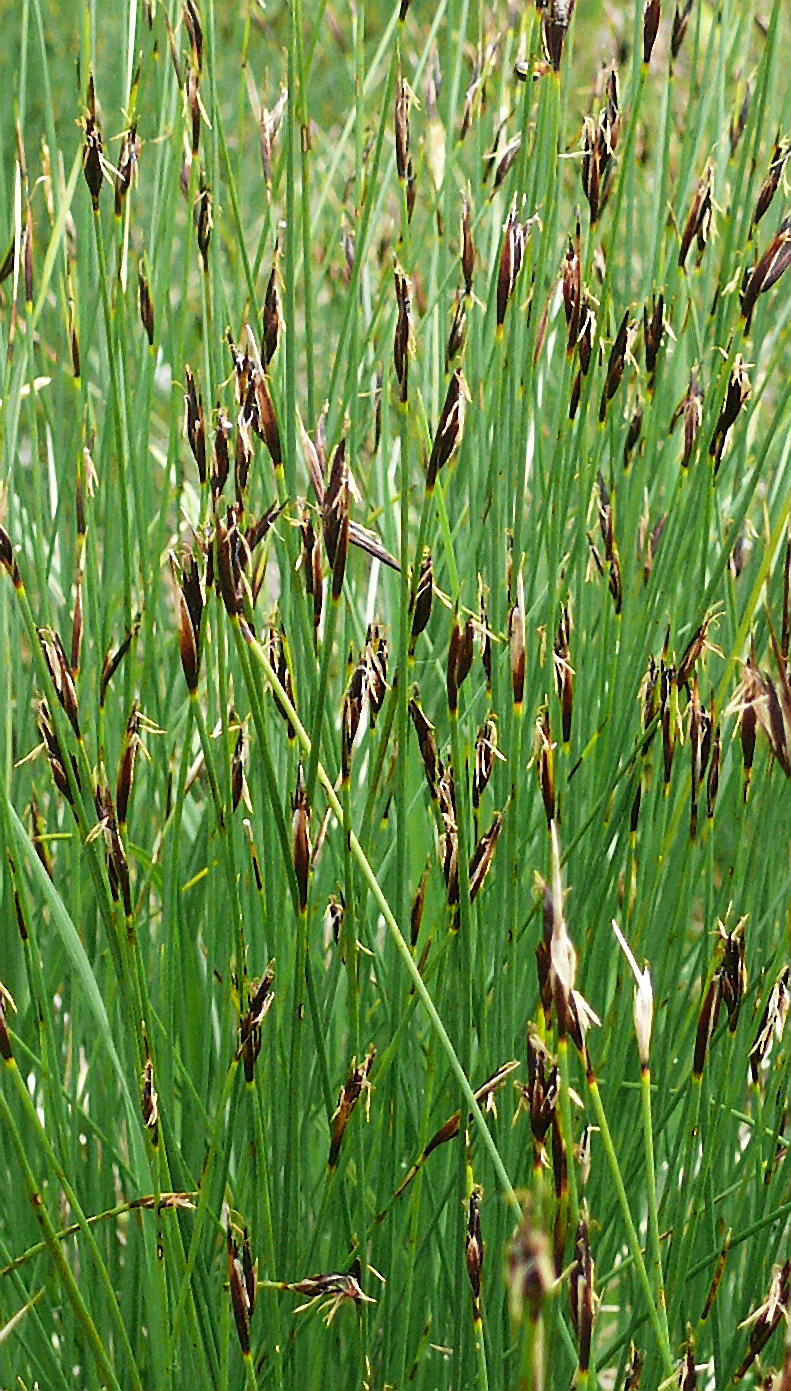
Touffe de choins ferrugineux.

### Appareil végétatif
C'est une plante vivace à souche courte gazonnante, de 10 à 30 cm de hauteur, pouvant former des touffes denses ; les tiges sont raides, striées, nues, entourées à leur base par les gaines brunâtres des feuilles, et prolongées par une bractée embrassante dépassant ou égalant l'inflorescence. Les feuilles très étroites, pliées en gouttière, sont raides et effilées, ne dépassant pas la moitié de la longueur de la tige.

### Appareil reproducteur
L'inflorescence est constituée de 1 à 4 petits épis groupés en tête lâche sur un côté de l'axe, de couleur brun-rouge, étroits, lancéolés et luisants. Le fruit est un akène trigone, de couleur claire, terminé en pointe courte, et entouré de 3 à 6 soies plus longues que lui. La floraison se déroule de mai à août.

## Habitat et écologie

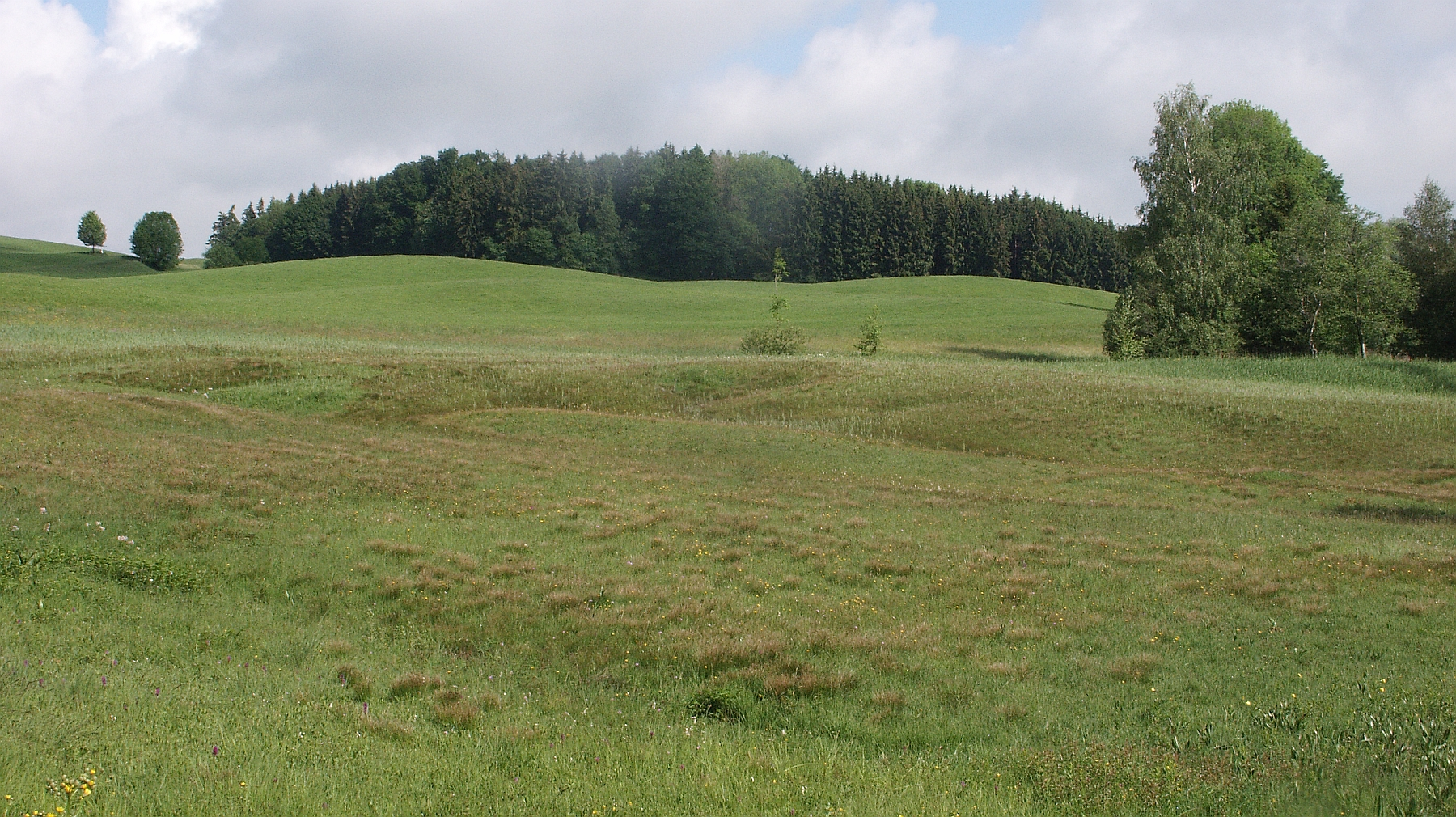
Habitat du choin ferrugineux.

Le choin ferrugineux pousse dans les prairies et les pelouses humides et tourbeuses, les tourbières et les marais, en montagne (entre 500 et 2250 m), en milieu pas trop acide, jusqu'à une altitude de 2 600 m.

## Répartition
C'est une espèce européenne, présente dans les montagnes du nord et du centre de l'Europe, de la Scandinavie à la France, à la Suisse, aux Balkans, aux Carpates et à la Russie. En France, le choin ferrugineux n'est présent qu'uniquement dans les montagnes et les plateaux de l'est, de la Bourgogne et de la Franche-Comté jusqu'au Dauphiné.

## Synonymes
- Chaetospora ferruginea (L.) Rchb., 1830
- Streblidia ferruginea (L.) Link, 1827[3]